# Stephanie Morton
Stephanie Morton, OAM (Adelaide, 28 de novembro de 1990) é uma ciclista australiana. Conquistou a medalha de ouro na prova feminina de 1 km contrarrelógio da categoria B nos Jogos Paralímpicos de Verão de 2012 em Londres. Morton disputou os Jogos da Commonwealth de 2014, faturando duas medalhas — um ouro na prova de velocidade e uma prata na prova de ciclismo de pista de 500 metros contrarrelógio.